# 合肥高新技术产业开发区
合肥高新技术产业开发区（简称合肥高新区）是位于中国安徽省合肥市西部的国家级高新技术产业开发区。该区成立于1991年，是国务院首批设立的国家级高新区，面积128平方公里，常住人口20余万。合肥高新技术产业开发区代管蜀山区的天乐、兴园、蜀麓、长宁、城西桥等五个街镇级社区，2016年，在全国国家高新区综合排名中位居第7位。

## 行政区划
下辖以下地区：
天乐社区服务中心、兴园社区服务中心、蜀麓社区服务中心、长宁社区服务中心、小庙托管区和城西桥社区服务中心。

## 进驻厂商
| 家电         | 美的 Midea                        | 格力电器 Gree                       | 惠而浦中国 Whirlpool                  |                |
| 建筑         | 合肥建工 Hefei Construction       |                                     |                                       |                |
| 光电         | 晶澳太阳能 JA Solar               | 阳光电源 Sungrow                    | 通威太阳能 TW Solar                   | 美亚光电 Meyer |
| 装备制造     | 世纪精信机械制造 SJJX             | 凌达压缩机 Landa                    | 美芝制冷 GMCC&Welling                 |                |
| 电子         | 中电十六所 （合肥低温电子研究所） | 中电三十八所 （华东电子工程研究所） | 中电四十三所 （华东微电子技术研究所） |                |
| 信息技术     | 科大讯飞 Iflytek                  |                                     |                                       |                |
| 医疗制药     | 立方制药 Lifeon                   |                                     |                                       |                |
| 银行         | 新安银行 Xin'an Bank              |                                     |                                       |                |
| 塑料         | 国风 Guofeng                      |                                     |                                       |                |
| 食品饮料生产 | 旺旺 Want Want                    | 娃哈哈 Wahaha                       |                                       |                |